# Plumbaginàcies
Plumbaginàcia, plumbaginàcies o Plumbaginaceae és una família de plantes amb flors que té una distribució cosmopolita.
La majoria de les espècies de la família són herbàcies perennes, però algunes són lianes o arbusts. Les plantes tenen flors perfectes i són pol·linitzades per insectes. Es troben en molts ambients, però estan particularment associades a sòls amb presència de clorur de sodi (sal comuna), com les costes marines. El sistema de classificació APG II (2003) assigna aquesta família a l'ordre Caryophyllales dins el clade Core eudicots. N'inclou 24 gèneres i unes 800 espècies.

## Gèneres
- Acantholimon
- Aegialitis
- Armeria,
- Bamiana
- Buciniczea
- Cephalorhizum
- Ceratostigma
- Chaetolimon
- Dictyolimon
- Dyerophytum
- Eremolimon
- Ghasnianthus
- Goniolimon
- Ikonnikovia
- Limoniastrum
- Limoniopsis
- Limonium (syn. Statice)
- Meullerolimon
- Neogontscharovia
- Plumbagella
- Plumbago,
- Popoviolimon
- Psylliostachys
- Vassilczenkoa